# Herbert MacKay-Fraser
Herbert MacKay-Fraser,  ameriški dirkač Formule 1, * 23. junij 1927, Pernambuco, Brazilija, † 14. julij, 1957, Reims, Francija.
Debitiral je na dirki za Veliko nagrado Francije v sezoni 1957, kjer je z dirkalnikom BRM P25 odstopil. Le teden dni kasneje se je smrtno ponesrečil na manjši dirki Coupe de Vitesse, ki je potekala na francoskem dirkališču Reims-Gueux.

## Popolni rezultati Formule 1
(legenda) (odebeljene dirke pomenijo najboljši štartni položaj, poševne pa najhitrejši krog, †-uvrščen kljub odstopu)
| Leto | Moštvo                   | Šasija  | Motor          | 1   | 2   | 3   | 4       | 5  | 6   | 7   | 8   | Prv | Toč |
| ---- | ------------------------ | ------- | -------------- | --- | --- | --- | ------- | -- | --- | --- | --- | --- | --- |
| 1957 | Owen Racing Organisation | BRM P25 | BRM Straight-4 | ARG | MON | 500 | FRA Ret | VB | NEM | PES | ITA | -   | 0   |